# Juan Carlos Scannone
Juan Carlos Scannone   (Buenos Aires, 1931 - San Miguel, 27 de novembre de 2019) va ser un teòleg jesuïta i docent argentí del Seminari Jesuïta de San Miguel a l'Argentina. Va ser un dels principals referents de l'escola argentina de la Teologia del poble, branca autònoma de la Teologia de l'alliberament. Els principis de la teologia del poble articulen el cristianisme amb una visió no paternalista de l'opció pels pobres.
Scannone va obtenir el seu doctorat (Ph.D.) a la Universitat de Múnic (Alemanya). Va ser un dels professors més influents de Jorge Bergoglio, qui més tard es convertiria en el papa Francesc. El 22 de febrer de 2014 es va anunciar que Scannone s'havia incorporat com a col·laborador permanent de La Civiltà Cattolica, un diari italià de la Companyia de Jesús.